# Kleinkmehlen

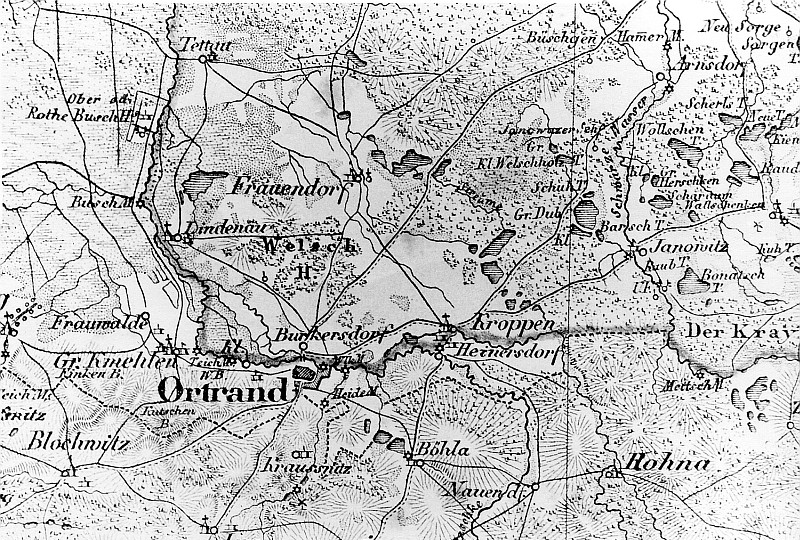
Kleinkmehlen in Karte aus dem Jahr 1759

Kleinkmehlen (niedersorbisch Małe Chmjelny) ist Teil der Gemeinde Großkmehlen im Landkreis Oberspreewald-Lausitz in Brandenburg. Sie gehört dem Amt Ortrand mit Sitz in Ortrand an.

## Geografie

Kleinkmehlen auf einer geschichtlichen Karte des Kreises Liebenwerda (1910).

Kleinkmehlen liegt als einer der wenigen Orte im südlichen Landkreis Oberspreewald-Lausitz nicht in der Lausitz, sondern im Schraden. Westlich des Ortes liegt Großkmehlen, im Norden und Osten grenzen weitere Orte des Amtes Ortrand Lindenau nördlich sowie direkt östlich die Stadt Ortrand mit dem Ortsteil Burkersdorf. Südlich befinden sich die Dörfer Kraußnitz und Linz, die bereits in der sächsischen Gemeinde Schönfeld liegen sowie Blochwitz in der Gemeinde Lampertswalde. Südlich des Ortes liegt die Hügelgruppe Kmehlener Berge, mit dem höchsten Berg Brandenburgs, dem Kutschenberg.
Direkt östlich von Kleinkmehlen verläuft die Bundesautobahn 13.

## Geschichte
Der Ort Kleinkmehlen ist vermutlich älter als das benachbarte Großkmehlen, das von Kleinkmehlen aus gegründet wurde. Im Jahr 1391 ist ein Rittersitz in Großkmehlen nachweisbar. Als erster Besitzer der beiden Orte wird 1392 von Köckritz genannt. Die Herren von Köckritz blieben bis zur Mitte des 15. Jahrhunderts Besitzer der Orte. Später gehörte Kleinkmehlen wie die benachbarten Orte zum kursächsischen Amt Hayn. Danach kam es zum Landkreis Liebenwerda und wurde im Jahr 1952 in den neugegründeten Kreis Senftenberg überführt. Zum 1. Januar 1974 wurden Kleinkmehlen und Frauwalde nach Großkmehlen eingemeindet.

### Einwohnerentwicklung
| 1875 | 250 | 1890 | 250 | 1910 | 250 | 1925 | 254 | 1933 | 381 |
| 1939 | 425 | 1946 | 573 | 1950 | 592 | 1964 | 637 | 1971 | 665 |

## Kultur und Sehenswürdigkeiten

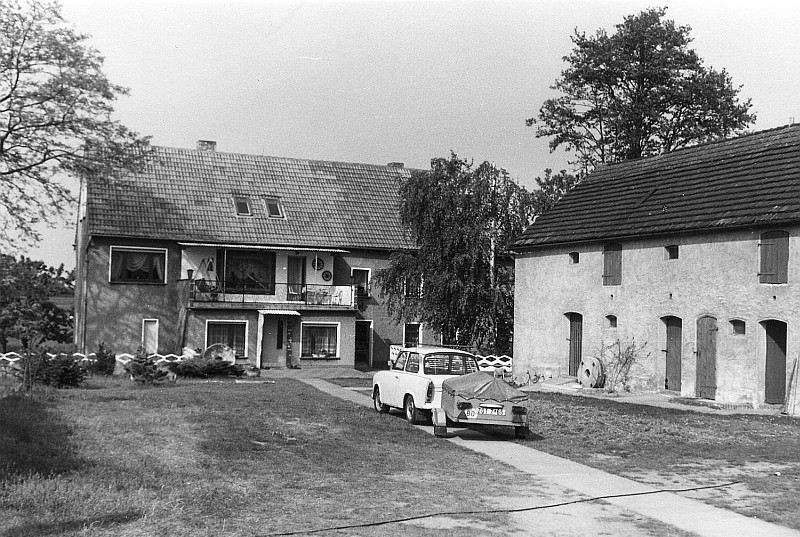
Umgebaute Wassermühle (1988)

Das Gutshaus in Kleinkmehlen gehört zu den Baudenkmalen der Gemeinde Großkmehlen. Es wurde im 17. /18. Jahrhundert erbaut. In den 1950er und 1960er Jahren wurde es als Kindergarten genutzt. Im Jahr 2008 brannte es ab.
Die ehemalige Wassermühle in Kleinkmehlen wurde als Wohnhaus umgebaut.